# Chozjain tajgi
Chozjain tajgi (Хозяин тайги) è un film del 1968 diretto da Vladimir Aleksandrovič Nazarov.